# Wilhelm Schlüter (Politiker, 1900)
Wilhelm Schlüter (* 11. Mai 1900 in Braunschweig; † 26. Januar 1976 ebenda) war ein deutscher Politiker der (SPD), Gewerkschaftsfunktionär und Abgeordneter des Niedersächsischen Landtages.

## Leben
Wilhelm Schlüter besuchte die Volks- und Handelsschule, bevor er eine kaufmännische Lehre absolvierte. Von 1917 bis 1933 war er bei der Deutschen Reichsbahn im Betriebsdienst tätig. Vom Frühjahr 1918 bis zum November 1918 war er zum Wehrdienst eingezogen. Wegen seiner gewerkschaftlichen und politischen Betätigung, insbesondere in der sozialistischen Jugendbewegung wurde er 1933 einige Zeit inhaftiert und aus dem Reichsbahndienst entlassen. Nach seiner Entlassung aus dem Bahndienst war er für ein Jahr erwerbslos. Von 1934 bis 1945 arbeitete er als Maschinenarbeiter bei der Mühlenbau- und Industrie AG in Braunschweig. Ab Juni 1945 war er als Angestellter in der Arbeitsverwaltung tätig. Er war Ehrenbürger der inzwischen zur Stadt Braunschweig gehörenden Gemeinde Stöckheim.

## Politik
Schlüter war Mitglied des kommunalpolitischen Ausschusses des Deutschen Siedlerbundes. Zunächst arbeitete er als Arbeitsamtsangestellter und war zugleich als Funktionär für die Gewerkschaft Öffentliche Dienste, Transport und Verkehr (ÖTV) tätig. Sein erstes politisches Mandat hatte er ab 1947 als Kreistagsabgeordneter und Beigeordneter im Kreisausschuss vom Landkreis Braunschweig. Ab Juni 1947 war er zusätzlich Bürgermeister der Gemeinde Klein Stöckheim, von April 1961 bis Juni 1963 auch Landrat des Landkreises Braunschweig. Er war in der Zeit vom 6. Mai 1955 bis 5. Juni 1967 Mitglied des Niedersächsischen Landtages während dessen 3., 4. und 5. Wahlperiode.